# فرودگاه انتونیو ژوره دسوکره
فرودگاه انتونیو ژوره دسوکره (به انگلیسی: Antonio José de Sucre Airport) یک فرودگاه غیرنظامی با کد یاتا CUM است که یک باند فرود آسفالت دارد و طول باند آن ۳۱۰۰ متر است. این فرودگاه در کشور ونزوئلا قرار دارد و در ارتفاع ۸ متری از سطح دریا واقع شده است.

## شرکت‌های هواپیمایی و مقصدهای پروازی
| شرکت‌های هواپیمایی     | مقصدهای پروازی |
| --------------------- | -------------- |
| Aeropostal            | سیمون بولیوار  |
| Estelar Latinoamerica | سیمون بولیوار  |
| کونویاسا              | سیمون بولیوار  |